# نباز، ادلب
نباز (به عربی: نباز) یک روستا در سوریه است که در ناحیه سنجار واقع شده‌است. نباز ۵۹۶ نفر جمعیت دارد.